# Bezirk Sargans
Der Bezirk Sargans war von 1803 bis Ende 2002 eine Verwaltungseinheit des Kantons St. Gallen in der Schweiz. Seit 2003 bildet er den Wahlkreis Sarganserland.

## 1803–1831
Der Bezirk Sargans bestand seit der Gründung des Kantons St. Gallen im Jahr 1803 aus den Gemeinden Sennwald, Gams, Grabs, Buchs, Sevelen, Azmoos, Vilters, Ragaz, Pfäfers, Sargans, Mels, Flums, Walenstadt und Quarten.
Im Jahr 1831 wurde der bisherige Bezirk Sargans in den „neuen“ Bezirk Sargans und den Bezirk Werdenberg aufgeteilt.

## 1831–2002
Das Bundesamt für Statistik führte den Bezirk unter der BFS-Nr. 1709.

## Die Gemeinden des ehemaligen Bezirks Sargans
| Wappen        | Gemeindename  | PLZ       | Einwohner (31. Dezember 2023) | Fläche in km² | Einwohner pro km² |
| ------------- | ------------- | --------- | ----------------------------- | ------------- | ----------------- |
| Bad Ragaz     | Bad Ragaz     | 7310      | 6835                          | 25,40         | 269               |
| Flums         | Flums         | 8890      | 5347                          | 75,15         | 71                |
| Mels          | Mels          | 8887      | 9538                          | 139,10        | 69                |
| Pfäfers       | Pfäfers       | 7312      | 1601                          | 128,46        | 12                |
| Quarten       | Quarten       | 8883      | 3085                          | 61,77         | 50                |
| Sargans       | Sargans       | 7320      | 6522                          | 9,46          | 689               |
| Vilters-Wangs | Vilters-Wangs | 7323      | 5057                          | 32,72         | 155               |
| Walenstadt    | Walenstadt    | 8880      | 5852                          | 45,72         | 128               |
| Total (8)     | Total (8)     | Total (8) | 42’969                        | 571,78        | 83                |

## Veränderungen im Gemeindebestand

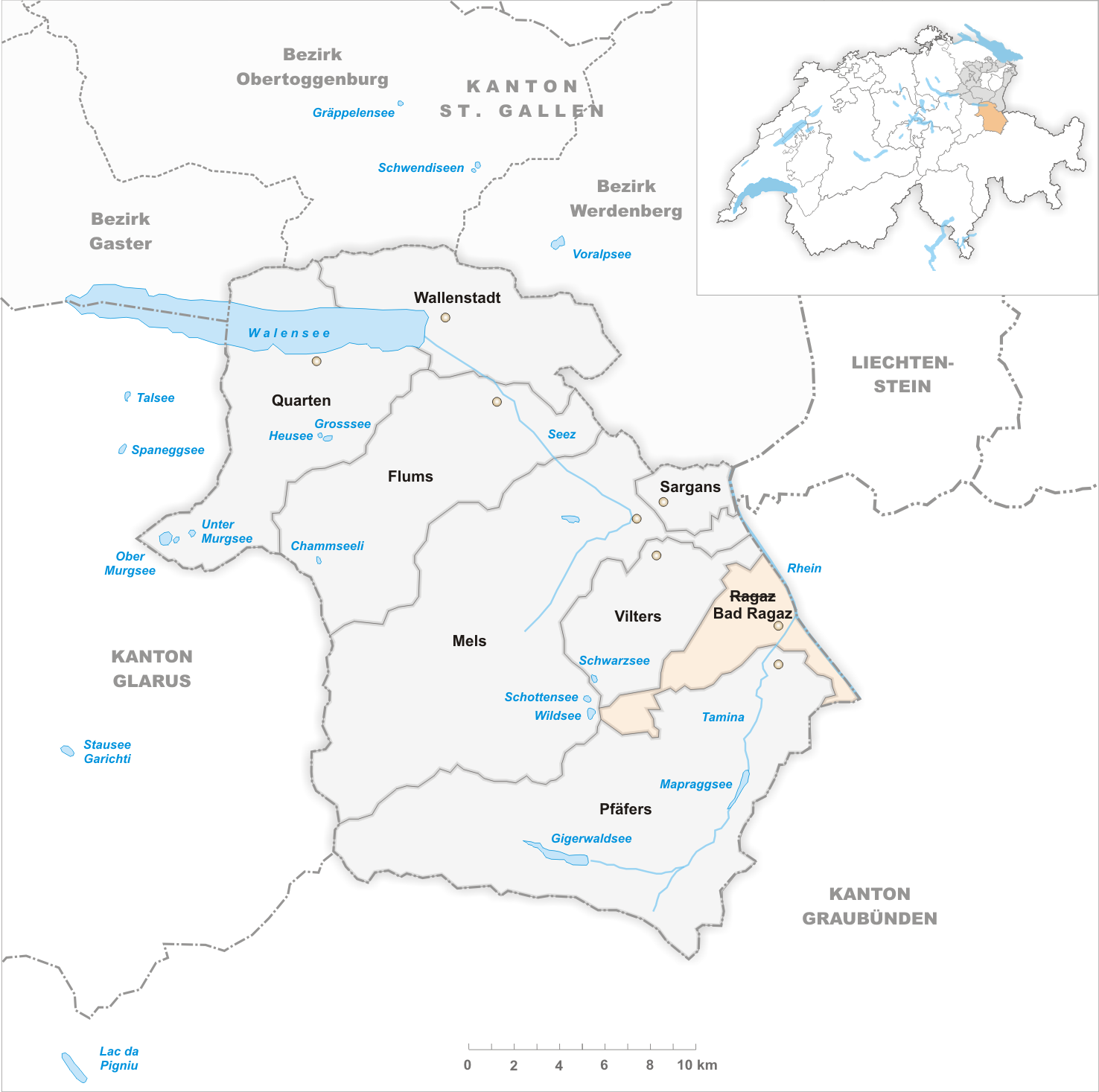
Gemeinden bis 1936
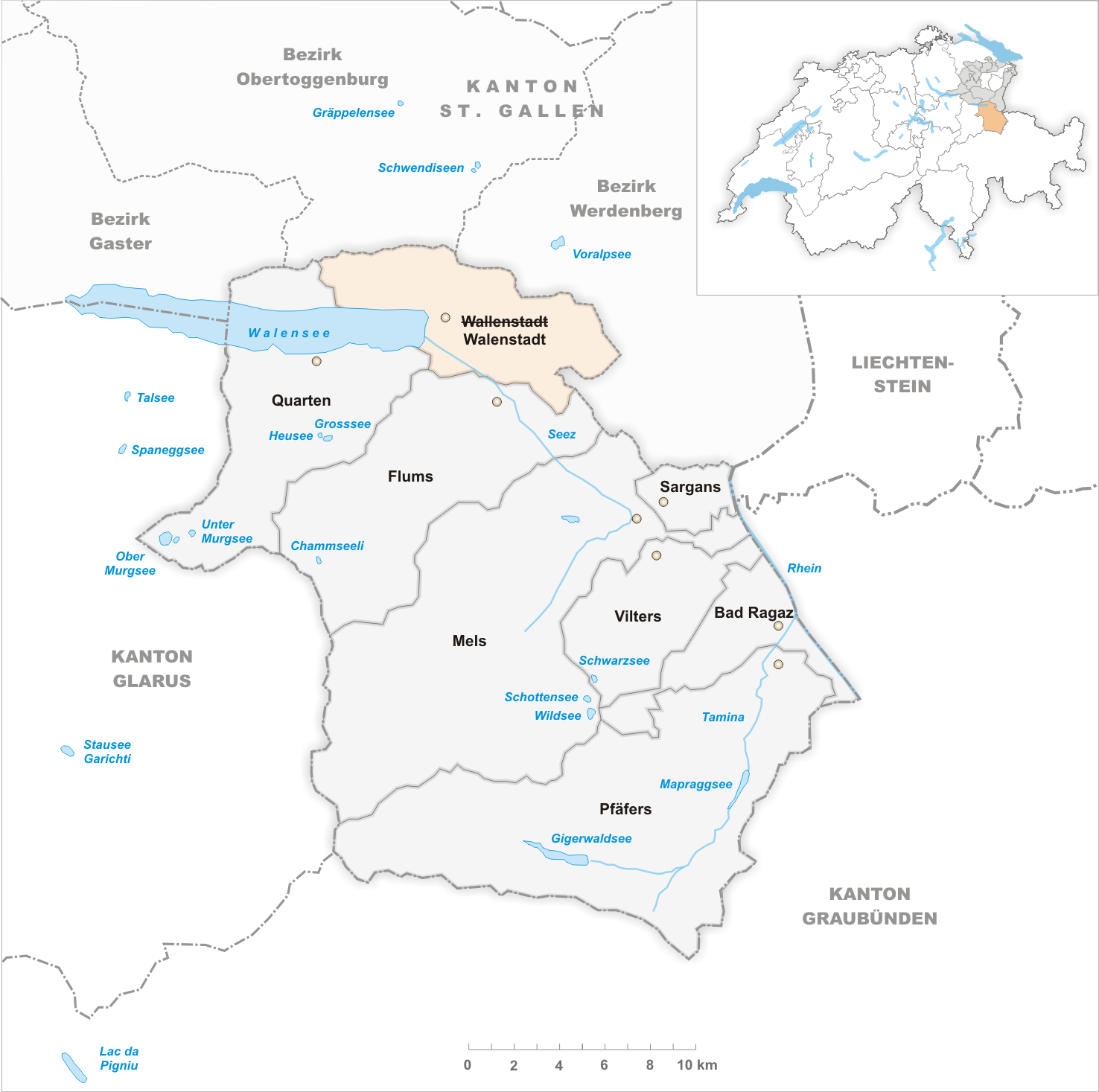
Gemeinden bis 1951
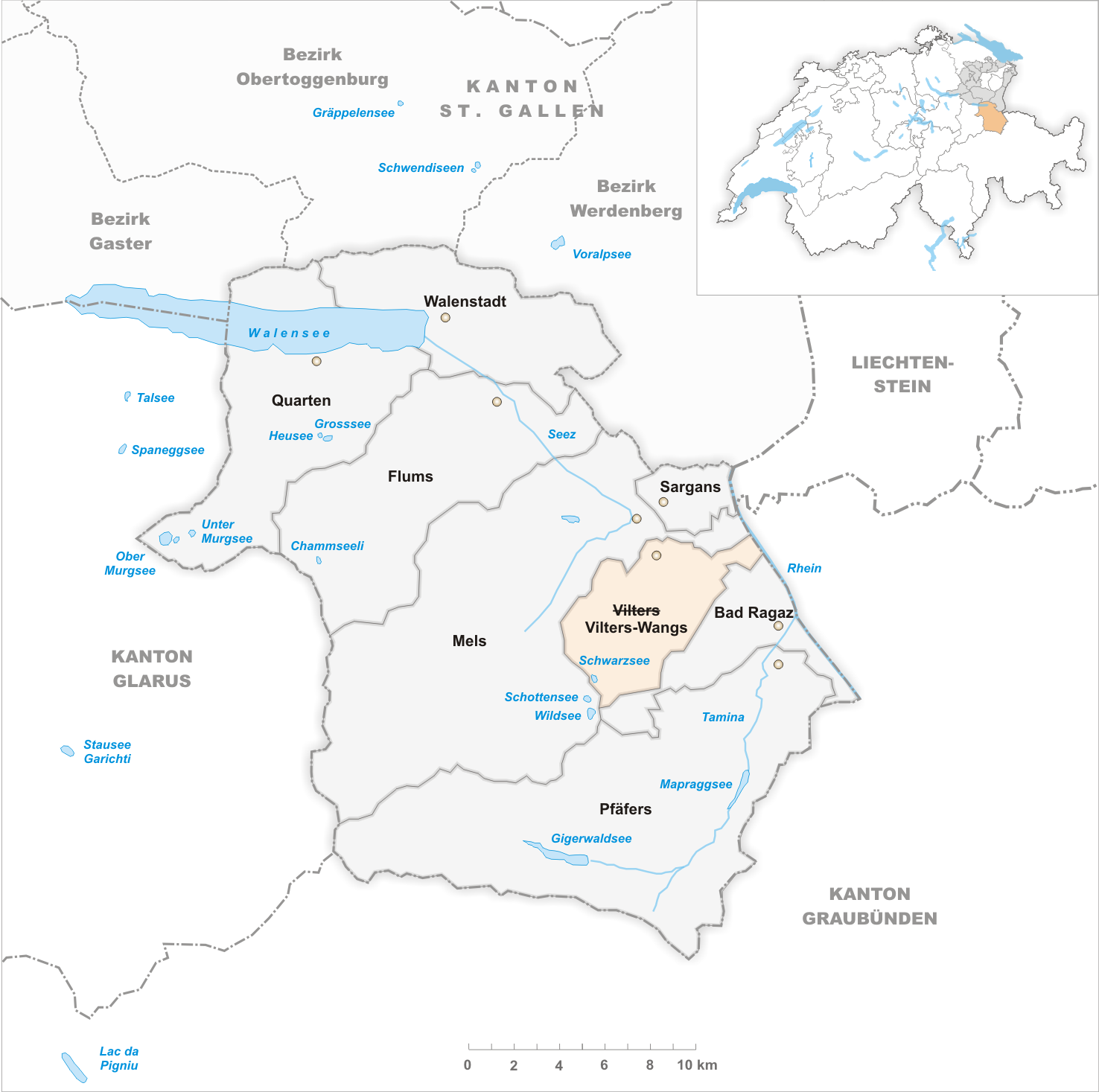
Gemeinden bis 1995

- 1816: Aufspaltung von Ragaz → Ragaz und Vilters
- 1951: Namensänderung von Ragaz → Bad Ragaz
- 1952: Namensänderung von Wallenstadt → Walenstadt
- 1996: Namensänderung von Vilters → Vilters-Wangs

## Fussnoten
1. ↑  Einteilung des Kantons St. Gallen. Gesetz vom 23. Juni 1817. In: Sammlung der gegenwärtig in Kraft bestehenden Gesetze und Verordnungen des Kantons St. Gallen von 1803 bis 1821. Ein Handbuch für Beamte und Bürger von Johann Jakob Zollikofer. 20. Juni 1821, S. 505–514.
2. ↑  Bundesamt für Statistik Generalisierte Grenzen 2020.